# Steven Brown
Steven Brown, nome completo Steven Allan Brown (Chicago, 23 agosto 1952), è un cantante e polistrumentista statunitense membro fondatore del gruppo Tuxedomoon.

## Biografia
Nato nell'Illinois, negli anni '70 si trasferisce a San Francisco e aderisce al gruppo teatrale hippie psichedelico d'avanguardia The Cockettes, che facevano un genere influenzato dal Living Theatre. Nel 1976 inizia la sua attività musicale.  In seguito alcuni membri del gruppo originale si staccarono dai Cockettes e formarono il proprio gruppo teatrale, gli Angels of Light da cui nel 1977 nacquero i Tuxedomoon, inizialmente attorno al nucleo creativo di Brown e Blaine L. Reininger a cui si unì il bassista Peter 'Principle' Dachert.
Nel 1981 con il gruppo si trasferisce in Europa, prima a Rotterdam, poi a  Brussels. Nell'aprile del 1983 Blaine L. Reininger lascia il gruppo e  Steven inizia la sua carriera da solista. Il primo album lo fa in collaborazione con Benjamin Lew per la  Crammed Discs, nel 1984 realizza  il suo primo album Music for Solo Piano.
Dal 2010 vive in Messico nei pressi di Oaxaca.

## Teatro e cinema
Steven Brown si è anche cimentato nel mondo del teatro e del cinema.
Nel 1970, ha vinto un premio a New York come miglior film amatoriale in super 8 per la sua versione di "Frankenstein". 
Nel 1983 ha recitato nell'opera teatrale Zoo story di Hal Ashby a Bruxelles e, nel 1996, nel film Salon Mexico di José Luis García Agraz.
Nel 2010 è stato nominato per il Premio Ariel per la colonna sonora del documentario El Informe Toledo di Albino Alvarez incentrato sull'artista di Oaxaca Francisco Toledo.

## Discografia
- 1984, Music for Solo Piano
- 1987, Searching for Contact
- 1988, Brown Plays Tenco: Le Canzoni di Luigi Tenco
- 1991, Half Out